# Андраш (князь галицкий)
Андраш Венгерский («Королевич Андрей»; венг. Árpád-házi András; 1210—1233) — принц Венгерский, князь Галицкий (1227—1229), (1231—1233), сын Андраша II, брат галицкого князя (королевича) Коломана.

## Биография
Его отец Андраш II принял участие в Пятом крестовом походе и в ходе возвращения обратно в 1218 году договорился о браке своего сына Андраша с дочерью царя Киликийской Армении Левона II Изабеллой (Забел). Брак должен был быть заключен с тем условием, что Андраш станет наследником Левона, у которого не было сыновей. Однако вскоре Левон умер, и за его наследницу своего сына выдал князь Антиохии Боэмунд IV.
После неудачных попыток короля Андраша с помощью военной силы посадить на галицкий престол своего малолетнего сына Коломана (поражения 1215 (?), 1219, 1221 годов), в 1221 году он заключил мир со взявшим Коломана в плен галицким князем Мстиславом Удатным, который выдал свою дочь Марию замуж за «королевича Андрея».
Поражение в битве на реке Калке (1223) подорвало силы смоленских князей, и уже в 1226 году Мстислав передал зятю Перемышль, а в 1227 — и сам Галич, оставив себе Понизье. Затем Мстислав планировал организовать совместный с Даниилом Романовичем, объединившем в 1227 году волынские земли, и половцами поход против Андрея, но осуществлению планов помешала смерть Мстислава (1228).
Андрей правил во время активной стадии конфликта поддерживающих его галицких бояр с населением, желавшим видеть галицким князем Даниила Романовича. В 1229 году Даниил был призван на княжение в Галич, осадил его, взял королевича Андрея в плен, однако, вскоре отпустил.
Андрей со своим отцом и галицкими боярами ходили походом на Галич, но Андраш II отступил из-за эпидемии в войске. В 1231 году произошёл конфликт Даниила с Александром Белзским. Воспользовавшись этим, бояре сдали Галич Андрею Венгерскому, вновь пришедшему сюда с войском. Даниил не сдался и, заключив союз с киевским князем Владимиром Рюриковичем и половцами, пришёл в Галич. Вскоре королевич Андрей умер в ходе осады, и Даниил вокняжился в городе.